# Mirhipipteryx unispinosa
Mirhipipteryx unispinosa är en insektsart som beskrevs av Günther, K.K. 1989. Mirhipipteryx unispinosa ingår i släktet Mirhipipteryx och familjen Ripipterygidae. Inga underarter finns listade i Catalogue of Life.